# Epicyon
Az Epicyon az emlősök (Mammalia) osztályának ragadozók (Carnivora) rendjébe, ezen belül a kutyafélék (Canidae) családjába tartozó fosszilis nem.

## Tudnivalók
Az Epicyon-fajok a miocén kor alatt éltek, 20,5-5,5 millió évvel ezelőtt, körülbelül 15 millió éven keresztül maradtak fenn. Maradványaikat a kanadai Alberta tartománytól kezdve, Kalifornián, Nebraskán és Kansason keresztül, egészen Új-Mexikóig és Texasig találták meg. Becslések szerint az átlag Epicyon 1,5 méter hosszú és 91-136 kilogramm testtömegű volt. Habár a kutyafélék családjába tartoztak, a szürke farkastól eltérően nem hosszúkás pofájuk, hanem széles nagymacskaszerű fejük volt; ezt a megjelenést a nagy, széles koponyáik, valamint az erőteljes állkapcsaik kölcsönözték.

## Rendszerezés
A nembe az alábbi 3 faj tartozik:
- Epicyon aelurodontoides X. Wang et al., 1999 - körülbelül 5,4 millió évig marad fenn; maradványait Kansasban találták meg.
- Epicyon haydeni Baskin, 1980 - típusfaj; körülbelül 15,3 millió évig marad fenn; testtömegét 170 kilogrammosra becsülték - így az egyik legnagyobb, hanem a legnagyobb kutyaféle, amely valaha létezett;[5] szinonimái: Aelurodon aphobus, Aelurodon haydeni, Osteoborus ricardoensis, Osteoborus validus, Tephrocyon mortifer.
- Epicyon saevus Leidy, 1858 - körülbelül 11,4 millió évig marad fenn; testtömegét 44,8-50,8 kilogrammosra becsülték; szinonimái: Aelurodon inflatus, Aelurodon saevus.

### Fordítás
- Ez a szócikk részben vagy egészben  az   Epicyon című angol Wikipédia-szócikk ezen változatának fordításán alapul.  Az eredeti cikk szerkesztőit annak laptörténete sorolja fel. Ez a jelzés csupán a megfogalmazás eredetét és a szerzői jogokat jelzi, nem szolgál a cikkben szereplő információk forrásmegjelöléseként.